# Cascada de los Hornillos
La Cascada de los Hornillos es un salto de agua que se encuentra dentro de la Reserva Hídrica Natural Parque La Quebrada ubicada en la provincia de Córdoba, Argentina, en la localidad de Río Ceballos a aproximadamente 3 kilómetros del Dique La Quebrada y sobre el río del mismo nombre. Su altura aproximada es de 12 metros.

## Camino de llegada
Para llegar se debe subir a la muralla del Dique La Quebrada. Luego, se debe seguir por el camino de tierra que rodea a la reserva de agua.Se pasará por el balneario privado Pozos Verdes .Es allí cuando termina el sendero para automóviles. A continuación  doblar hacia la derecha. Por allí se debe caminar por sendero ancho bien marcado exactamente 23 minutos tranqui y se llega a un puesto que tiene para vender bebidas y pan casero Villa  Colanchanga, continuar aproximadamente un kilómetro y medio unos 35 minutos de sendero de piedras grandes con cruce de arroyo varia veces y poco marcado se encuentra la cascada.